# Mussol de Tumeneia
El Mussol de Tumeneia és una agulla que es troba al vessant de ponent del Pa de Sucre, al límit dels termes municipals de la Vall de Boí (Alta Ribagorça) i de Naut Aran (Vall d'Aran), situada en el límit del Parc Nacional d'Aigüestortes i Estany de Sant Maurici i la seva zona perifèrica.

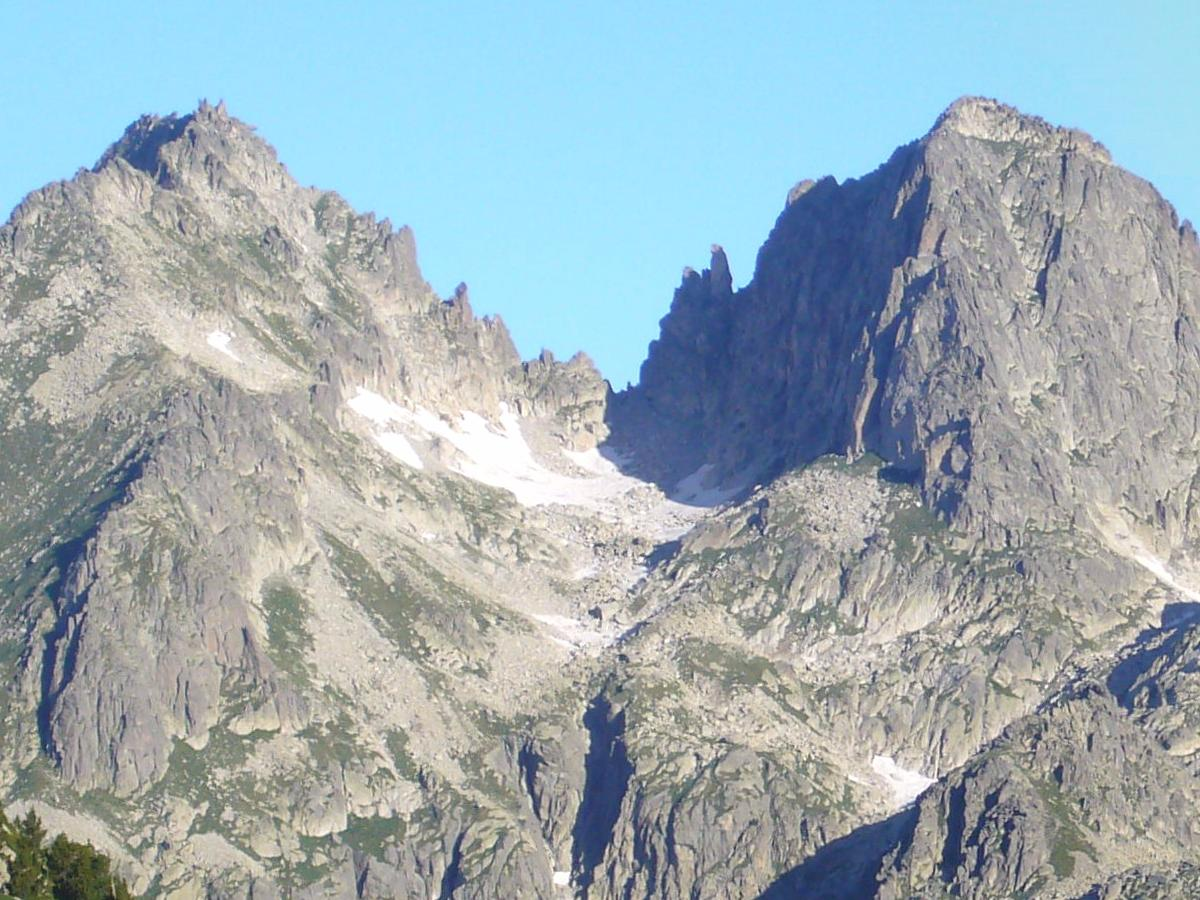
Punta d'Harlé, Coll d'Harlé i Mussol de Tumeneia, i el Pa de Sucre, vistos des de la Vall de Colieto.

El nom li deu venir per la forma de la roca que corona l'agulla, vista des del vessant de la Capçalera de Caldes.
L'agulla, de 2.832,3 metres, es troba en la Serra de Tumeneia, que separa la sud-oriental Capçalera de Caldes de la nord-occidental Vall de Valarties. Està situada a l'est-nord-est del Coll d'Harlé i l'oest-sud-oest del Pa de Sucre.

## Rutes
Dues són les rutes més habituals per arribar al Coll d'Harlé i iniciar l'escalada al Mussol:
- des del Refugi de la Restanca via Lac de Mar i Estanh Gelat dera Aubaga.
- des del Refugi Joan Ventosa i Calvell, via la riba meridional de l'Estany de Travessani, els Estanys de Tumeneia i l'Estany Cloto.